# Azadeh Moaveni
Azadeh Moaveni in persiano: آزاده معاونى (Palo Alto, 1976) è una giornalista e scrittrice statunitense di origine iraniana.

## Formazione
È cresciuta a San Jose ed ha studiato scienze politiche all'Università della California, Santa Cruz. Vincitrice di una borsa di studio del Programma Fulbright, ebbe la possibilità di completare gli studi in Egitto, studiando arabo presso l'Università Americana del Cairo.

## Carriera
Ha lavorato per tre anni percorrendo il Medio Oriente in qualità di inviata del Time, prima di ricevere l'incarico dal Los Angeles Times di occuparsi della Guerra in Iraq. Il 4 febbraio 2005 ha pubblicato il suo primo libro, il memoriale Lipstick Jihad, in cui descrive la sua esperienza in Iran e la sua ricerca alla scoperta delle sue radici culturali. È coautrice con Shirin Ebadi di Iran Awakening. Attualmente vive a Londra con il marito e il figlio e scrive per il Time su temi che riguardano l'Iran ed il Medio Oriente. Ha lavorato recentemente con l'editore David Ebershoff ad un nuovo memoriale, Honeymoon in Tehran: Two years of love and danger in Iran, pubblicato il 13 aprile 2009.

## Opere pubblicate in italiano
- Azadeh Moaveni. Lipstick jihad. Roma, Pisani, 2006. ISBN 9788860500052.
- Shirin Ebadi, Azadeh Moaveni. Il mio Iran. Una vita di rivoluzione e speranza. Milano, Sperling & Kupfer, 2006. ISBN 9788820040772.
- Azadeh Moaveni. Viaggio di nozze a Teheran. Roma, Newton Compton, 2009. ISBN 9788854116399.